# Pulsatilla bungeana
Pulsatilla bungeana är en ranunkelväxtart som beskrevs av Carl Anton von Meyer och Carl Friedrich von Ledebour. Pulsatilla bungeana ingår i släktet pulsatillor, och familjen ranunkelväxter.

## Underarter
Arten delas in i följande underarter:
- P. b. astragalifolia
- P. b. tenuiloba